# Qvidja

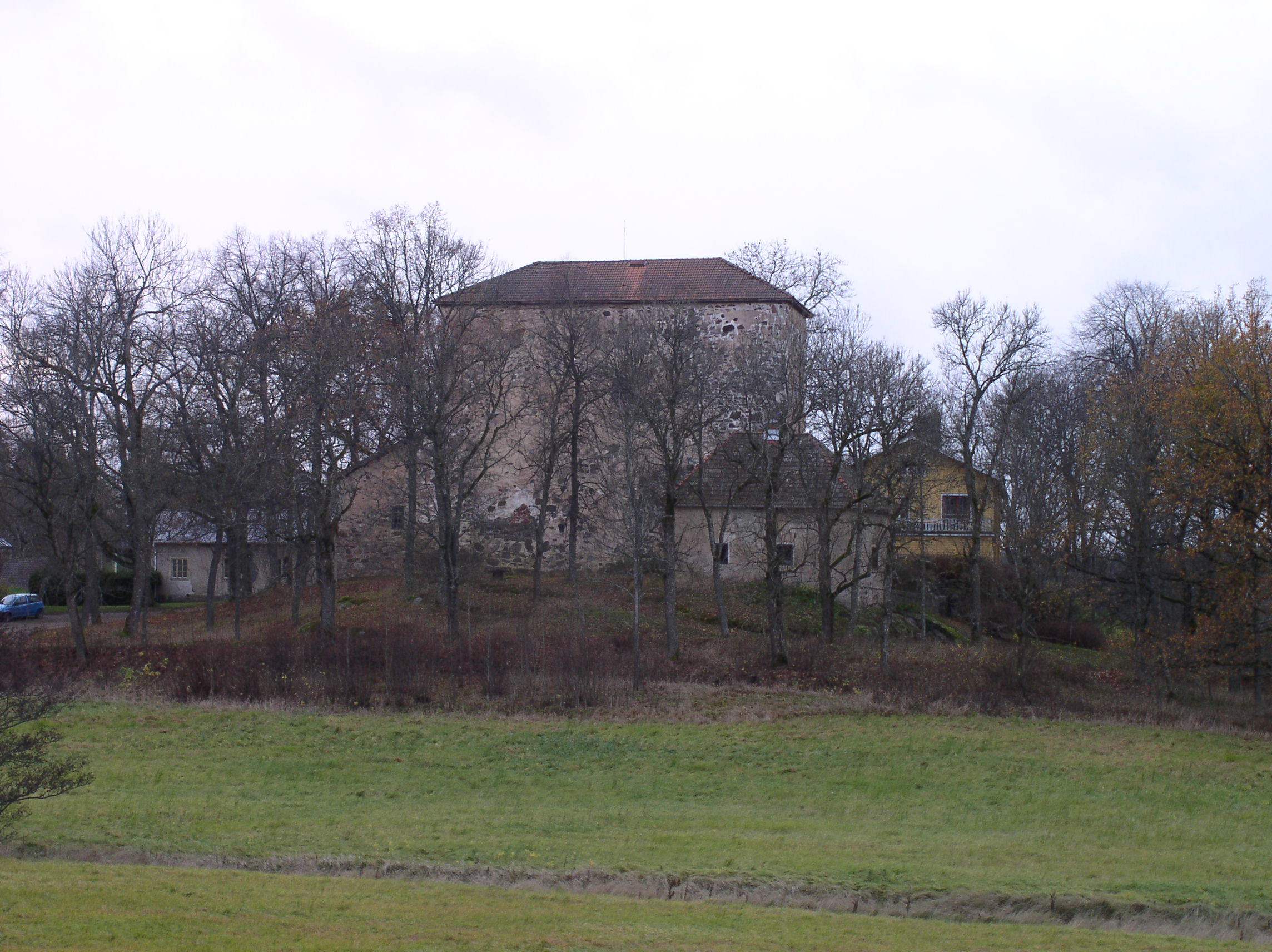
Das Gut Qvidja

Qvidja (finn. Kuitia) ist ein mittelalterlicher Herrensitz im Südwesten Finnlands. Er gehört zur Stadt Pargas und liegt wenig östlich von deren Kernstadt auf der Insel Lemlax.
Qvidja ist der älteste erhaltene Herrensitz Finnlands und eine der wenigen Adelsburgen, die in Finnland im Mittelalter gebaut wurden. Die ältesten Teile des heutigen Gutskomplexes stammen aus dem späten 15. Jahrhundert, doch existierte an dieser Stelle bereits zuvor ein Herrensitz. Sein erster bekannter Besitzer war Magnus II. Tavast, der von 1412 bis 1450 Bischof von Åbo war. 1439 überließ der Bischof Qvidja seinem Bruder Jöns Olofsson und dessen Frau. 1477 erbte Joachim Fleming, der Enkel Jöns Olofssons, das Gut und machte es zum Stammsitz der Flemings, einer der wichtigsten schwedischen Adelsfamilien des 15. und 16. Jahrhunderts. Seit dem 19. Jahrhundert ist Qvidja im Besitz der Familie av Heurl, die das Gut auch heute noch bewohnt.
Der älteste Teil von Qvidja ist ein burgartiger Wehrbau. Das aus Feldstein gemauerte Gebäude entstand Ende des 15. Jahrhunderts und wurde im 16. Jahrhundert auf vier Stockwerke erweitert. Der heutige Wohnbau wurde im 18. und 19. Jahrhundert gebaut.